# Шифър на Виженер
Шифърът на Виженер е метод за шифроване на текст като се използва поредица от различни шифри на Цезар, свързани с буквите на ключова дума. Той представлява проста форма на полиазбучен шифър.
Макар да носи името на французина Блез дьо Виженер шифърът е описaн първо от Джовани Батиста Беласо в книгата му La cifra del. Sig. Giovan Battista Bellaso от 1553 г. През 19 век обаче този подход получава името на Виженер, с което е известен и днес.
При все че е лесен за разбиране и реализация, шифърът устоява на опитите за разбиването му в продължение на три века и затова си спечелва прозвището неразбиваем шифър (на френски: le chiffre indéchiffrable). Съществуват много опити за шифроване, които по същество са шифър на Виженер. Първият общ метод за разбиване на шифъра е предложен от Фридрих Касиски през 1863 г.

## Описание
В Шифър на Цезар, всяка буква се премества с няколко места; при преместване с 3, А става Г, Б ще стане Д и т.н. Докато шифърът на Виженер се състои от няколко шъфъра на Цезар в последователна смяна с по един символ. Предимството пред Шифър на Цезар е че чрез статистически анализ няма да можем да открием текста.

### Пример
За да шифроваме ATTACKATDAWN ще използваме ключа LEMON, който за да направим с нужната ни дължина ще стане LEMONLEMONLE. Гледаме таблицата: колона  А  и ред L  получаваме  L .
```
Текст: ATTACKATDAWN
Ключ: LEMONLEMONLЕ
Шифър: LXFOPVEFRNHR
```

Шифърът може също така да се види алгебрично. Ако буквите A–Z се вземат числата 0–25, и събирането се извърши с модул 26 (за английски) или 30 за български, шифърът може да се запише така:

### Математически запис
криптиране:
{\displaystyle C_{i}\equiv P_{i}+K_{i}{\pmod {26}}} (за английски)
и декриптиране:
{\displaystyle P_{i}\equiv C_{i}-K_{i}{\pmod {26}}} (за английски)